# Энди Панда
Энди Панда (англ. Andy Panda) — мультипликационный персонаж, созданный Алексом Лови и Уолтером Ланцем, эксцентричный антропоморфный пандёныш. Герой мультфильмов анимационной студии Уолтера Ланца, распространяемых Universal Pictures. Мультфильмы с Энди Пандой выходили с 1939 по 1949 год.

## Общая характеристика
Энди Панда любопытен, жизнерадостен, иногда поначалу вёл себя капризно, но лучше всего он был наравне со своим отцом. При первой встрече с дятлом Вуди, он хотел насыпать ему соли на хвост. Каждый раз когда ему мешают, он доманивает некоторых обитателей. Энди Панда хозяйничал со своими собаками. В музыкальных мультфильмах он дирижировал, любит играть на пианино музыкальные моменты Шопена вместе с дятлом Вуди, и выступал в цирке капельмейстером. В мультфильме «Тяжёлый день рождения» у него есть подружка — Панда Миранда.

## Отношения с другими персонажами
У Энди Панды есть собака по имени Мило.

## Мультфильмы
| Мультфильм                         | Премьера         |
| ---------------------------------- | ---------------- |
| 1. Энди Панда вступает в жизнь     | 9 сентября 1939  |
| 2. Энди Панда идёт на рыбалку      | 22 января 1940   |
| 3. 100 пигмеев и Энди Панда        | 22 апреля 1940   |
| 4. Сумасшедший дом                 | 23 сентября 1940 |
| 5. Тук Тук                         | 25 ноября 1940   |
| 6. Охотники за мышами              | 27 января 1941   |
| 7. Энди Панда и кот-акробат        | 26 мая 1941      |
| 8. Ремонт у Панды Энди             | 28 июля 1941     |
| 9. Под крышей кузницы              | 12 января 1942   |
| 10. Прощайте, мистер моль          | 11 мая 1942      |
| 11. Кто сломал сосновый домик?     | 1 июня 1942      |
| 12. Огород-рекордсмен у Панды Энди | 9 сентября 1942  |
| 13. Air Raid Warden                | 21 декабря 1942  |
| 14. англ. Canine Commandos         | 1943             |
| 15. Вторник — день без мяса        | 25 октября 1943  |
| 16. Жареная рыба                   | 19 июня 1944     |
| 17. Художник и пойнтер             | 18 декабря 1944  |
| 18. Хитроумная ворона              | 9 июля 1945      |
| 19. Поэт и крестьянин              | 18 марта 1946    |
| 20. Мышка идёт домой               | 15 апреля 1946   |
| 21. Яблоко Энди                    | 20 мая 1946      |
| 22. Нахальный сорняк               | 16 декабря 1946  |
| 23. Капельмейстер                  | 1947             |
| 24. Игры с пеликаном               | 8 октября 1948   |
| 25. Объявлен налог на собак        | 26 ноября 1948   |
| 26. Тяжёлый день рождения          | 11 февраля 1949  |

Также Энди Панда появлялся в маленьких ролях в отдельных от него мультфильмах вместе с Дятлом Вуди «21 доллар в день» (англ. $21 a Day (Once a Month)), «Музыкальные Миниатюры: Музыкальные Моменты Шопена» (англ. Musical Miniatures: Chopin's Musical Moments), «Оглоеды на банкете» (англ. Banquet Busters) и «Вуди Вудпекер Полька» (англ. The Woody Woodpecker Polka).